# Scirpus longii
Scirpus longii är en halvgräsart som beskrevs av Merritt Lyndon Fernald. Scirpus longii ingår i släktet skogssävssläktet, och familjen halvgräs. Inga underarter finns listade i Catalogue of Life.